# Papež Štefan IX.
Papež Štefan IX. ((latinsko Papa Stephanus Nonus) rojen kot Friderik Lotarinški (latinsko Fridericus Gozzelo Lotharingiae; nemško Friedrich von Lothringen; italijansko Federico Gozzelon dei duchi di Lorena; francosko Frédéric Gozzelon de Lorraine) je bil nemški škof, kardinal in papež, * okrog 1020, Lorena (Sveto rimsko cesarstvo danes: Francija), † 28. julij 1057 Florenca (Toskana, Papeška država, Sveto rimsko cesarstvo; danes: Italija). 

Papež je bil od  3. avgusta 1057 do svoje smrti 29. marca 1058. Bil je šesti nemški papež v zgodovini, a po vrsti peti, ki je uresničeval gregorijansko reformo.

## Življenjepis

### Izvor in vzpon
S krstnim imenom Friderik  je bil Miroslav mlajši brat Bogomira Bradača  in je pripadal Ardensko-verdunski dinastiji; igral je pomembno vlogo v tedanji politiki. 

Miroslav je imel poleg Bogomira še dve sestri: Regelindo (=Regelindis) in Udo (=Uda), ki sta se poročili  z grofoma - eden je bil iz Namurja, drugi iz Louvaina. Friderik je dobil ime po stricu, verdunskem grofu, ki je postal pozneje menih v tem mestu pri St-Vanne. Njegov stric Adalberon pa je bil škof v Verdunu (984–988), a njegov stari stric nadškof v Reimsu (969–989). 

Kot tretjorojenega ga je družina namenila cerkveni službi, kar je vzel zares: svoje bogoslovske študije je začel pri stolni šoli v Liègu. Postal je kanonik in arhidiakon lieške stolnice sv. Lamberta. Miroslav je gojil resnično zanimanje za kanoniško življenje, kar ga je spodbudilo, da je osebno sodeloval pri osnivanju kapitlja pri St-Albanu v Namurju s svakom grofom Albertom. 

1049 je nabavil relikvije sv. Albana za Mainz, ko je tja priromal na svojem prvem potovanju v Nemčijo Leon IX. na sinodo v tem mestu in v Reimsu; sposobnega klerika je takoj povabil v svoje spremstvo. Papež se je odpovedal svoji naslovni tulski škofiji in na njeno čelo postavil svojega knjižničarja Udona, a Miroslava vzel s seboj v Rim za knjižničarja in tajnika februarja 1051; listine ga na tem položaju prvič omenjajo 12. marca 1051. 

Od tedaj naprej je Miroslav stal vedno ob boku papežu in delil z njim njegov težavni pontifikat. Zavoljo svoje vzgojenosti in sposobnosti je postal član odposlanstva, ki sta ga za ureditev nesporazumov poslala v Carigrad papež in cesar 1054, in se je pridružil kardinaloma Humbertu  ter Petru . Na Vzhodu je dejavno sodeloval v bogoslovni razpravi, ki jo je vodil  Humbert in je zavračala obtožbe meniha Stetata 
Po vrnitvi iz Carigrada je postal opat na Monte Cassinu. Leon IX. ga je povzdignil v kardinala-diakona pri cerkvi s kardinalskim naslovom Santa Maria in Domnica alla Navicella (1049–1057),. Za nekaj časa je torej opravljal nehvaležno službo apokriziarija ali nuncija v Carigradu. Ko je patriarh Kerularij zaprl vse latinske cerkve, sta bizantinski cesar in papež hotela zadevo zgladiti; vendar nedokazljivi patriarh ni popuščal – in je prišlo do medsebojnega izobčenja 1054, ki je bilo 1965 medsebojno preklicano obenem v Rimu in Carigradu.. Viktor II. ga je povišal v kardinala-duhovnika pri San Crisogono, kar pa je bil komaj od 14. junija do 2. avgusta 1057, ko je bil izvoljen za papeža.

## Papež
Za papeža so ga izvolili 2. avgusta 1057, a naslednjega dne je bil posvečen in umeščen. Privzel si je ime Štefan IX. On je izrečno vztrajal pri številu IX; svoje uradne listine je vedno podpisoval kot Stephanus Nonus Papa (Papež Štefan Deveti); šele od druge polovice XVI. stoletja pa do prve polovice XX. stoletja ga nekateri seznami imenujejo kot Štefan X., kar je še povečalo zmedo v zvezi s štetjem papežev Štefanov. S Štefanom IX. je torej prevzel vodstvo Cerkve mož iz šole Leona IX., ki je v prenovo močno vključil meništvo: v naslednjih desetletjih je papeštvo pri tem podpiral predvsem benediktinski samostan Monte Cassino; izrednega pomena za prenovo Cerkve pa je bilo tudi spokorniško puščavniško gibanje v srednji Italiji pataria, ki je postalo še posebej vplivno, ko je Štefan IX. najvidnejšega predstavnika tega gibanja, slovitega meniha in teologa Petra Damianija, imenoval za kardinala v Ostiji. 

Štefan je 1057 v Rimu vodil sinodo, ki je strogo nastopila proti ženitvi duhovnikov. Pri preno-vitveni dejavnosti se je sicer držal smeri svojih predhodnikov in vsestransko podpiral gregorijansko reformo; vendar je že pri njem prišla do izraza nova prvina, ki je za papeže kmalu postala vodilna ideja: boril se je za večjo neodvisnost papeštva od nemških cesarjev, kar je vse bolj preraščalo v borbo za neodvisnost Cerkve od svetne oblasti, v borbo za svobodo Cerkve, za možnost svobodnega izvrševanja njenega odrešenjskega poslanstva.

## Dela
- »Documenta Catholica Omnia« (v latinščini). Cooperatorum Veritatis Societatis. Pridobljeno 6. decembra 2011.

1. Papež Štefan IX. je v enem konsistoriju imenoval 13 kardinalov. Chacón OP pravi, da je bilo to imenovanje kardinalov 14. marca 1058 na kvatrno soboto v postu; takrat je imenoval 2 kardinala-škofa, 4 kardinale-duhovnike ter 1 kardinala-diakona.[18] Papeški letopis pa pravi, da je bilo to prvo tovrstno imenovanje in da ni znano, če je temu sledil še kak konsistorij.[19][20]

## Smrt in spomin
Že hudo bolan je odšel iz Rima; tam je rotil kardinale, naj po njegovi smrti ne začenjajo papeških volitev, dokler se Hildebrand ne vrne iz Nemčije, kamor ga je papež poslal po važnih opravkih. V Florenci se je prav tedaj mudil klinijski opat Hugo, ki je papežu še podelil zakramente za umirajoče. Umrl je dne 29. marca 1058 v Florenci (Toskana, Papeška država – Sveto rimsko cesarstvo, danes: Italija) in sicer za mrzlico.

### Grob
Pokopali so ga v cerkev Chiesa di Santa Reparata v Florenci. Nad to prvotno cerkvijo so zgradili sedanjo stolnico (=Duomo). 

Njegov grob so odkrili 1357, ko so postavljali temelje za novo stolnico; našli so rakev, v njej pa z dragulji obdano papeško broško z zlato zaponko, mitro in prstan. Obiskovalci lahko vidijo razvaline San Reparate, ko se spuščajo v kripto stolnice; nihče pa ne ve točno, kje se je nahajal grob Štefana IX..

### Družinsko deblo
| Papež Štefan IX. | oče: Gozel I. Lorenski   | očetov dedek: Gotfrid I. od Verduna       | očetov pradedek: Gozlin, grof v Bidgauvu     | očetov prapradedek: Vigerico od Bidgauva         |
| Papež Štefan IX. | oče: Gozel I. Lorenski   | očetov dedek: Gotfrid I. od Verduna       | očetov pradedek: Gozlin, grof v Bidgauvu     | očetova praprababica: Kunigunda                  |
| Papež Štefan IX. | oče: Gozel I. Lorenski   | očetov dedek: Gotfrid I. od Verduna       | očetova prababica: Oda od Metza              | očetov prapradedek: Gerard grof od Metza         |
| Papež Štefan IX. | oče: Gozel I. Lorenski   | očetov dedek: Gotfrid I. od Verduna       | očetova prababica: Oda od Metza              | očetova praprababica: Oda Saška                  |
| Papež Štefan IX. | oče: Gozel I. Lorenski   | očetova babica: Matilda (942-1008)        | očetov pradedek: Herman Saški                | očetov prapradedek: grof Billung Saški           |
| Papež Štefan IX. | oče: Gozel I. Lorenski   | očetova babica: Matilda (942-1008)        | očetov pradedek: Herman Saški                | očetova praprababica: Ermengarda od Nantesa      |
| Papež Štefan IX. | oče: Gozel I. Lorenski   | očetova babica: Matilda (942-1008)        | očetova prababica: Hildegarda od Westerburga | očetov prapradedek: Lotar II. od Walbecka        |
| Papež Štefan IX. | oče: Gozel I. Lorenski   | očetova babica: Matilda (942-1008)        | očetova prababica: Hildegarda od Westerburga | očetova praprababica: Svanhilda od Hamalanda     |
| Papež Štefan IX. | mati: Barba od Lebartena | materin dedek: Oton III. od Lebartena     | materin pradedek: Eberard III. od Lebartena  | materin prapradedek: Eberardo II. od Lebartena   |
| Papež Štefan IX. | mati: Barba od Lebartena | materin dedek: Oton III. od Lebartena     | materin pradedek: Eberard III. od Lebartena  | materina praprababica: Amalgarda od Rhingelheima |
| Papež Štefan IX. | mati: Barba od Lebartena | materin dedek: Oton III. od Lebartena     | materina prababica: Demoiselle di Eislz      | materin prapradedek: ?                           |
| Papež Štefan IX. | mati: Barba od Lebartena | materin dedek: Oton III. od Lebartena     | materina prababica: Demoiselle di Eislz      | materina praprababica: ?                         |
| Papež Štefan IX. | mati: Barba od Lebartena | materina babica: Lukharda od Linselsteina | materin pradedek: Oton od Linselsteina       | materin prapradedek: Henrik I. od Vogelaarja     |
| Papež Štefan IX. | mati: Barba od Lebartena | materina babica: Lukharda od Linselsteina | materin pradedek: Oton od Linselsteina       | materina praprababivca: Matilda od Ringelheima   |
| Papež Štefan IX. | mati: Barba od Lebartena | materina babica: Lukharda od Linselsteina | materina babica: Eadgyth od Wessexa          | materin prapradedek: Edvard, kralj Wessexa       |
| Papež Štefan IX. | mati: Barba od Lebartena | materina babica: Lukharda od Linselsteina | materina babica: Eadgyth od Wessexa          | materina praprababica: Ælfflæd                   |

## Ocena
- Zgodovinar Kelly meni v Grande Dizionario dei Papi, da si je v svojem kratkem pontifikatu Štefan resno prizadeval za izvajanje prenove. Na primer: kot opat na Monte Cassinu je spodbujal natančno spolnjevanje pravil svetega Benedikta; omogočil je delovanje svetemu Petru Damianiju, najimenitnejšemu zagovorniku cerkvene reforme, ko ga je imenoval za kardinala; obdal se je z osebami, ki so se trudile za obnovo: Humberta di Silva Candida je imenoval za svojega tajnika, a Hildebranda iz Soane za svojega svetovalca; zanimal se je za milanske pataria, versko in politčno gibanje, ki je nastalo v Milanu v drugi polovici XI. stoletja zoper simonijo [23] in nikolajstvo [24].[25]

### Odnos med papeštvom in cesarstvom
- Ozko sodelovanje in dobri odnosi med cathedra Petri in Sacrum Romanum imperium – med  Petrovim sedežem in  Svetorimskim cesarstvom – med oltarjem in prestolom torej – je bilo posebna značilnost Viktorjeve vladavine. Sožitje Regnum et Sacerdotium (kraljestvo in duhovništvo) je doživelo vendarle s smrtjo  Henrika III. in Viktorja II. svoj vrhunec in obenem konec; ta povezava se bo v naslednjih letih investiturnega boja morala dokončno pretrgati. Polagoma pojemajoči vpliv svetnih vladarjev na papeštvo se je kmalu pokazal, ko je Viktorjev naslednik Štefan IX. avgusta  1057 bil ustoličen pravzaprav brez kakršnegakoli soglasja salijskih vladarjev. Tako označuje smrt Viktorja II. obenem tudi konec nemškega prenoviteljskega papeštva.[26]
- Izhajajoč od vladarskih podob v srednjeveških evagelistarijih je ponazoril Weinfurter [27] korenit prelom v skupni igri med papežem in cesarjem – od posvetnega vladarja kot Božjega skrbnika, vse do papeža kot pravega Kristusovega namestnika, ki se mu mora podrejati tudi svetni vladar. Če  je še nekako do sredine 11. stoletja obstajalo sodelovanje, pri katerem je cesar kot samoumevno in odgovorno sprejemal vlogo varuha Cerkve in pri tem umeščal njemu pripadajoče škofe, celo samega papeža, je prišlo v drugi polovici stoletja do nadvlade papeštva. To je vodilo med drugim k temu, da je rimsko-nemški vladar izgubil svoj edinstveni položaj na Zahodu; knezi pa so pridobili na moči, da so se vsepovsod oblikovali narodi, ter je nastalo lastno cerkveno pravo in lastno posvetno pravo. Če je cesar Henrik III. (1039–1056) še začetno cerkveno obnovo dejavno podpiral, se je le-ta obrnila ravno pod njegovim sinom Henrikom IV. (1056–1106) zoper kraljestvo. Weinfurter kaže kot spodbujevalca za razvoj zahtevo za novo  nedvoumnostjo, ki je odnose med Cerkvijo in posvetno družbo temeljito predrugačila tako v vladanju kot v pravu. Predvsem je Gregor VII. zahteval na do tedaj nepoznan in docela prevratniški način vseobsegajočo oblast za papeža in popolno pokorščino. To je naletelo najprej na osupel odpor kralju zvestega škofovstva – tudi v Eichstättu; kakor tudi med drugim kaže Liber Gudnecarii; našel je pa vendarle vedno več pripadnikov tudi med knezi.[28]